# Orocué
Orocué (früher: San Miguel del Macuco) ist eine Gemeinde (municipio) im Departamento Casanare in Kolumbien.

## Geographie
Orocué liegt am Río Meta, im Süden von Casanare an der Grenze zu Meta. Die kolumbianische Hauptstadt Bogota liegt 546 Kilometer westlich des Ortes. An die Gemeinde grenzen im Norden Yopal und San Luis de Palenque, im Osten Santa Rosalía in Vichada, im Süden Puerto Gaitán in Meta und im Westen Maní.

## Bevölkerung
Die Gemeinde Orocué hat 8460 Einwohner, von denen 5475 im städtischen Teil (cabecera municipal) der Gemeinde leben (Stand: 2019).

## Verkehr
Der Ort ist durch eine Straße mit der Stadt Yopal, circa 180 Kilometer nordwestlich von Orocué, verbunden. Yopal wiederum ist an das Schnellstraßennetz Kolumbiens angebunden.

### Flughafen
Orocué verfügt außerdem über einen Flughafen (IATA-Code: ORC), der im Norden des Stadtgebietes liegt.

## Wirtschaft
Die Wirtschaft der Gemeinde basiert stark auf dem primären Sektor, wobei insbesondere die Rinderhaltung eine gewichtige Rolle einnimmt. Viele Waren werden über den Fluss Meta und den Atlantischen Ozean ins Ausland gebracht.